# Добуцу сёги
Добуцу сёги (яп. 動物将棋, どうぶつしょうぎ до:буцу сё:ги, «звериные сёги») — японская настольная логическая игра для детей, вариант сёги. Альтернативное название — «поймай льва» (англ. catch the lion).
Название игры на комплектах и в руководствах обычно пишется хираганой, чтобы было понятнее детям.

## Правила игры
Игра ведётся на поле 3×4 клетки, в начале игры у каждого игрока есть по одному льву, жирафу, слону и цыплёнку. Все фигуры едят так же, как и ходят. Съедаемые фигуры идут «в руку», и впоследствии их можно выставлять, уже за свою сторону.
Игроки ходят по очереди. Ход состоит в движении фигуры по доске по правилам или сбросе любой ранее съеденной фигуры «из руки» на любое пустое поле.
Побеждает тот, кто первым съедает льва противника или доводит своего льва до последней горизонтали (на не бьющееся противником поле).

## Фигуры
Для удобства детей в руководствах по добуцу сёги названия фигурок пишутся каной, а не иероглифами.
Все фигуры могут ходить только на соседние поля, причём доступные фигуре направления отмечены на ней самой большими красными точками на краю.
| ○ | ○   | ○ |
| ○ | Лев | ○ |
| ○ | ○   | ○ |

| ○ |      | ○ |
|   | Слон |   |
| ○ |      | ○ |

|   | ○     |   |
| ○ | Жираф | ○ |
|   | ○     |   |

|  | ○        |  |
|  | Цыплёнок |  |
|  |          |  |

| ○ | ○       | ○ |
| ○ | Курочка | ○ |
|   | ○       |   |

## Турниры
- В 2011 году турнир по добуцу сёги прошёл в рамках 5-го Международного форума сёги. Победителем стал Томас Пфаффель (Австрия)[1].
- На Чемпионате Европы по сёги 2012 года, в Кракове, перед основным турниром проходил турнир по добуцу сёги, 1-е место занял Томас Ляйтер (Германия), 2-е — Мишель Боэкшотен (Нидерланды), 3-е — Томас Пфаффель (Австрия)[2].
- Первый турнир по добуцу сёги на территории бывшего СССР состоялся в Минске 26 октября 2013 года. Победителем стал Никита Пыталев[3]. Проводятся в Минске и регулярные командные (семейные) турниры по добуцу сёги[4][5].
- Первый турнир по добуцу сёги в России прошёл в Москве 10 мая 2015 года в Центре Творчества «На Вадковском». Победила Фёдорова Арина.[6]

## Факты
Игру создала профессиональная сёгистка Мадока Китао 2-го женского дана, для помощи обучения игре в сёги детей дошкольного возраста. Вместе с ней в создании дизайна игры участвовала Майко Фудзита 1-го женского кю (LPSA). В последние годы добуцу сёги приобрели чрезвычайно высокую популярность в Японии, заняв нишу интеллектуальной настольной игры шахматного типа для маленьких детей.
Несмотря на маленькое поле, всего в добуцу сёги существует 1 567 925 964 различных достижимых позиций; при идеальной игре, если партия начинается со съедения цыплёнка, на 76-м ходу побеждают белые, а все другие первые ходы приводят к победе белых на 78-м ходу.
Игровая комната добуцу сёги реализована на сёги-сервере 81dojo.com.